# Serbie du Sud

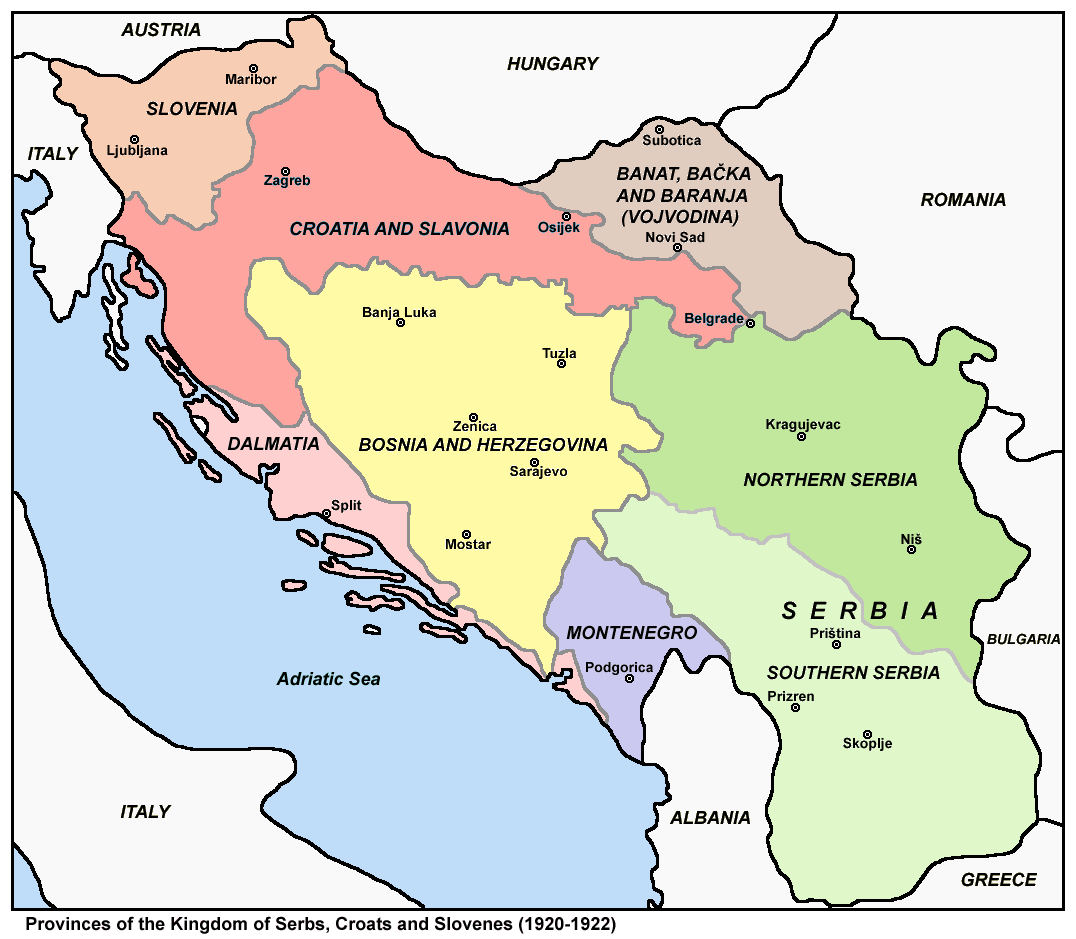
Provinces du royaume des Serbes, Croates et Slovènes (1920-1922)

La Serbie du Sud (serbe : Јужна Србија/Južna Srbija) est une province (pokrajina) du royaume des Serbes, Croates et Slovènes (Yougoslavie) qui exista entre 1919 et 1922. Il comprenait les territoires modernes du Sandjak (certaines parties de la Serbie et du Monténégro), du Kosovo et de la Macédoine du Nord. Le nom de « Vieille Serbie et Macédoine », ou simplement « Vieille Serbie », a été historiquement utilisé dans la politique, la littérature et la science serbes pour désigner les territoires de la province. Après la dissolution de cette dernière, le terme a continué à être utilisé pour la banovine du Vardar et la banovine de la Zeta.

## Histoire
La province a été créée en 1919, après la création de la Yougoslavie le 1er décembre 1918. La Serbie a considérablement élargi ses frontières pendant les guerres balkaniques. La province a été dissoute en 1922 et ses territoires ont été réorganisés en deux banovines : la banovine du Vardar et la banovine de la Zeta. Le terme a ensuite été familièrement utilisé pour ces territoires.

## Économie
La province de Serbie du Sud étant une région principalement montagneuse, elle a des conditions favorables pour le développement de l'élevage, comme le montrent les statistiques sur l'augmentation du nombre de têtes de bétail. Le nombre d'animaux a dépassé 13 % du nombre total de l'ensemble de la Yougoslavie. La restauration de l'élevage, qui avait été détruit pendant les années de guerre, était le principal objectif du ministère de l'Économie.

## Démographie
En 1921, la province comptait environ 1,7 million d'habitants.

## Sources
- Institut za noviju istoriju Srbije, Srbi i Jugoslavija : država, društvo, politika : zbornik radova, In-t za noviju istoriju Srbije, 2007 (lire en ligne)
- Mil R. Gavrilović, Privreda Južne Srbije, "Nemanja" zadužbinska štamparija Vardarske banovine, 1933 (lire en ligne)
- Милослав Стојадиновић, Naše selo, b. i.,‎ 1929 (lire en ligne)